# Ceratothripoides
Ceratothripoides är ett släkte av insekter. Ceratothripoides ingår i familjen smaltripsar.
Kladogram enligt Catalogue of Life:
| Ceratothripoides | \| \| Ceratothripoides brunneus \| \| \| \| \| \| Ceratothripoides funestus \| \| \| \| |
|                  | \| \| Ceratothripoides brunneus \| \| \| \| \| \| Ceratothripoides funestus \| \| \| \| |
|                  | Ceratothripoides brunneus                                                               |
|                  |                                                                                         |
|                  | Ceratothripoides funestus                                                               |
|                  |                                                                                         |